# Province d'Eustaquio Méndez
Pour les articles homonymes, voir Mendez.
La province d'Eustaquio Méndez est une des 6 provinces du département de Tarija, en Bolivie. Son chef-lieu est la ville de San Lorenzo.